# Шуть Василь Кирилович
Василь Кирилович Шуть (26 квітня 1899, м. Золотоноша Черкаська область — 23 серпня 1982, Чикаго) — український композитор, піаніст, диригент, педагог, представник української діаспори в Чикаго.
Народився у Золотоноші в багатодітній родині. Батько — бухгалтер земського правління, мати- Катерина з роду Романовських. З дитинства захоплювався малюванням і музикою. На початку навчався гри на мандоліні, і навіть організував невеликий струнний оркестр із однокласників. В 15 років почав займатись грою на фортепіано. В 16 років почав писати свої власні твори.
В 1926 році покинув батьківську хату і поїхав до Переяслава, де став учасником аматорського театру. Там закохався в балерину Марію Росінську, із якою невдовзі одружився.
Нові пошуки роботи привели майбутнього композитора до Києва, де він зустрів рідну тітку, котра радо прийняла племінника, а через кілька днів привела до Київського музично-драматичного інституту імені М. В. Лисенка. На вступних іспитах виконав свою сонату і був зарахований до скаладу студентів. Навчався в класі композиції Василя Андрійовича Золотарєва. В 1930 році на випускному іспиті Василь Шуть блискуче виконав у фортепіанному перекладі свою першу симфонію. Але диплома він так і не отримав, бо мав незадовільну оцінку з теорії марксизму-ленінізму.
Восени 1943 року родина Шутів вирушила на Захід і якийсь час жила в Бреслау (тепер Вроцлав). Після Бреслау родина Шутів перебувала в таборі для переміщених осіб в Ганновері, де композитор брав активну участь у житті спільноти. Вчив дітей гри на фортепіано.
В 1951 році подружжя емігрувало до США й оселилося в Чикаго. Цей період був найпродуктивнішим в його творчості. Минуло лише два роки від часу приїзду композитора до США, а про нього вже знало все українське Чикаго.
Помер під час літніх канікул, 23 серпня 1982 року, у Чикаго. Провести відомого композитора в останню путь прийшли шанувальники його таланту так численно, що зала храму св. Софії не могла їх усіх умістити.